# Лілі Розен
Лілі Розен (їд. מלכה ליבא ראזען; англ. Lili Rosen) — американська єврейська актриса-трансгендерка, консультантка з питань культури. Найбільш відома своєю роботою над серіалом Netflix «Неортодоксальна», який отримав нагороду AFI як найкращий телесеріал у 2020 році. Розен розказала про свою трансгендерність 2022 року. Після цього опублікувала перший ЛГБТК-ресурс у перекладі на їдиш, а 2024 року поставила та зіграла у першому театральному шоу «транс-жінки з хасидським досвідом» — «Друге обрізання Лілі Розен» (англ. The Second Circumcision of Lili Rosen).

## Акторська кар'єра

### Театр
2017 року Розен дебютувала на сцені в постановці класичної п'єси на їдиші Шолома Аша «Бог помсти». Розен також зіграла роль Жана в п'єсі «Носороги» і роль Володимира в «Чекаючи на Ґодо» на їдиші.
2024 року Розен дебютувала в моно-шоу під назвою «Друге обрізання Лілі Розен» у театрі Y на 14-й вулиці в Іст-Вілледж, Мангеттен. У своєму шоу Розен розповідає історію свого хасидського виховання, зміни статі та розірвання стосунків зі своєю хасидською родиною.

### Фільмографія
Розен зіграла головну героїню в короткометражному фільмі «Жертвопринесення Іцика» (англ. The Binding of Itzik), який був номінований на премію Iris Prize і отримав численні нагороди, в тому числі JFI Film Completion Grant, Film Movement Best Narrative Short Award на фестивалі єврейського кіно в Сан-Франциско, нагорода «Найкращий фільм» (Берлінський андеграундний кінофестиваль), приз журі (Міжнародний жіночий кінофестиваль), приз глядацьких симпатій (YoFiFest). 2023 році Розен виграла грант на зйомки фільму за «Жертвопринесенням Іцика» від SFFILM Rainin.
Інші ролі в кінематографі включають філософа Зіше у «Шттл» (2022; також консультувала з культури хасидів), головного рабина у «Міньяні» та Шулем у «Святій жінці» (англ. Tzadeikis).

### Телебачення
Розен зіграла рабина у німецькому мінісеріалі 2020 року «Неортодоксальна».

## Консультації

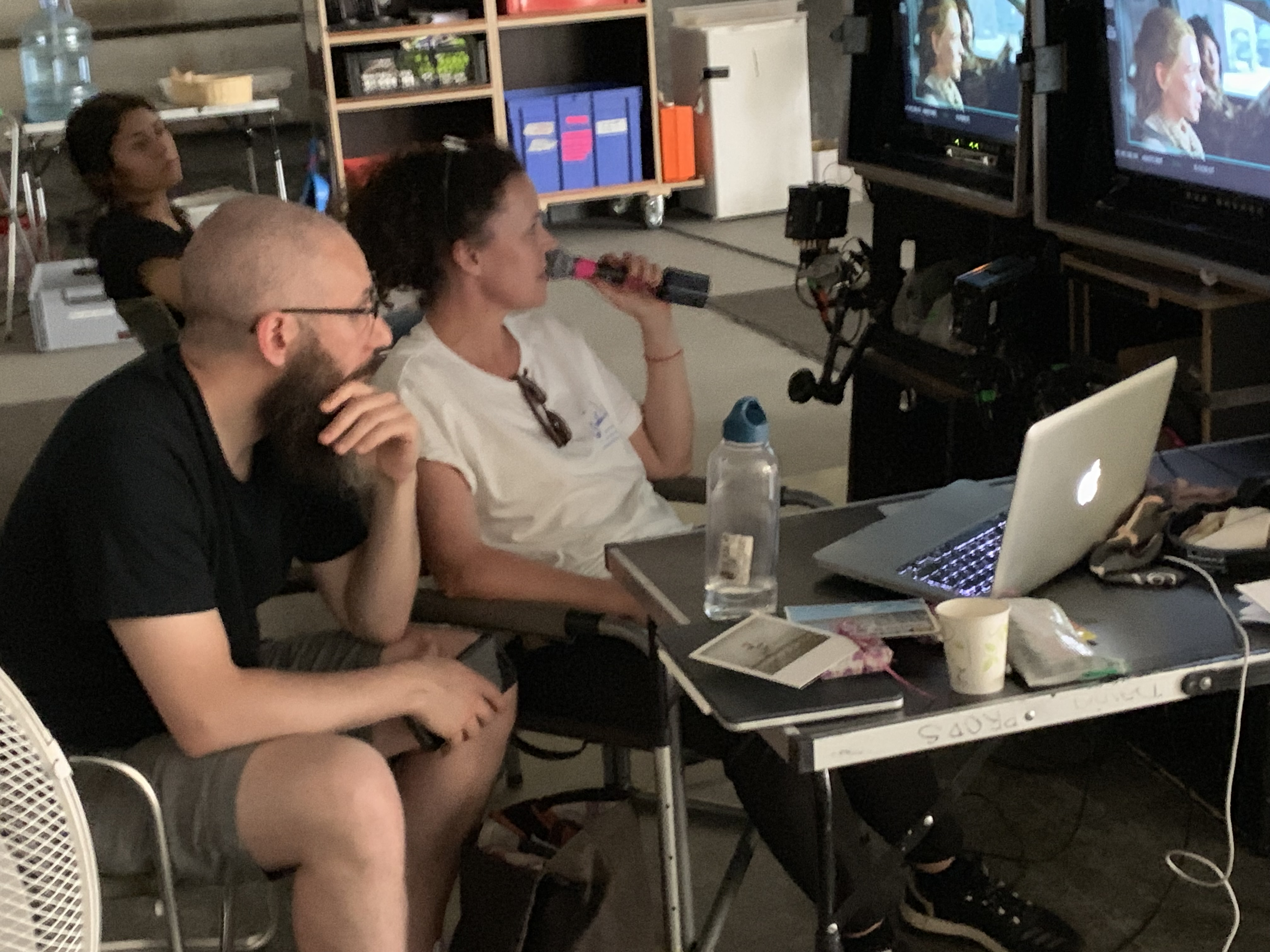
Лілі Розен консультує на знімальному майданчику серіалу «Неортодоксальна» у Берліні з режисеркою Марією Шрадер

Журнал «Air Mail» назвав Розен «голлівудською консультанткою з їдишу» — вона консультувала такі фільми й серіали, як «Шттл», «Неортодоксальна», «Маленька Америка», «Американський огірок» і «Міньян».

### «Неортодоксальна»
«Неортодоксальна» стала першим серіалом Netflix, знятим переважно мовою їдиш. Розен стала «першою людиною, яку найняли» в серіалі, щоб забезпечити автентичне зображення хасидської спільноти, яка розмовляє їдишем. Розен переклала сценарій на їдиш, навчала акторів, консультувала щодо культурних деталей, а також зіграла рабина. Шіра Хаас, головна героїня серіалу, номінована на премію «Еммі», приписувала Розен свою здатність говорити на їдиші у серіалі, назвавши її «чудовою вчителькою». Режисерка, лауреатка премії «Еммі», Марія Шрадер, сказала, що «без порад [Розен] вона б пропала». Розен також була «рабином за лаштунками» на знімальному майданчику — щодня працюючи там, спілкуючись із режисеркою, пропонуючи технічну та емоційну підтримку, а також вона брала участь у написанні багатьох сцен. 2020 року, визнаючи її впливову роботу, Американський інститут кіномистецтва нагородив Розен за Best Screen Stories.

## Переклад
Окрім перекладу телевізійних і кіносценаріїв на їдиш, Розен переклала на їдиш «Будь собою: дитячий путівник до ґендеру, сексуальності та сім'ї» (англ. You Be You: The Kid's Guide to Gender, Sexuality and Family) — перший путівник для ЛГБТК молоді на їдиші. Перекладаючи, їй довелося вирішувати щодо відповідної термінології мовою їдиш для багатьох термінів ЛГБТК+ і пов'язаних понять, які раніше не були зафіксовані, принаймні в друкованому вигляді.
Вона також переклала на їдиш кілька театральних п'єс, у тому числі«Носороги» Ежена Йонеско і дві п'єси Ханоха Левіна.

## Особисте життя

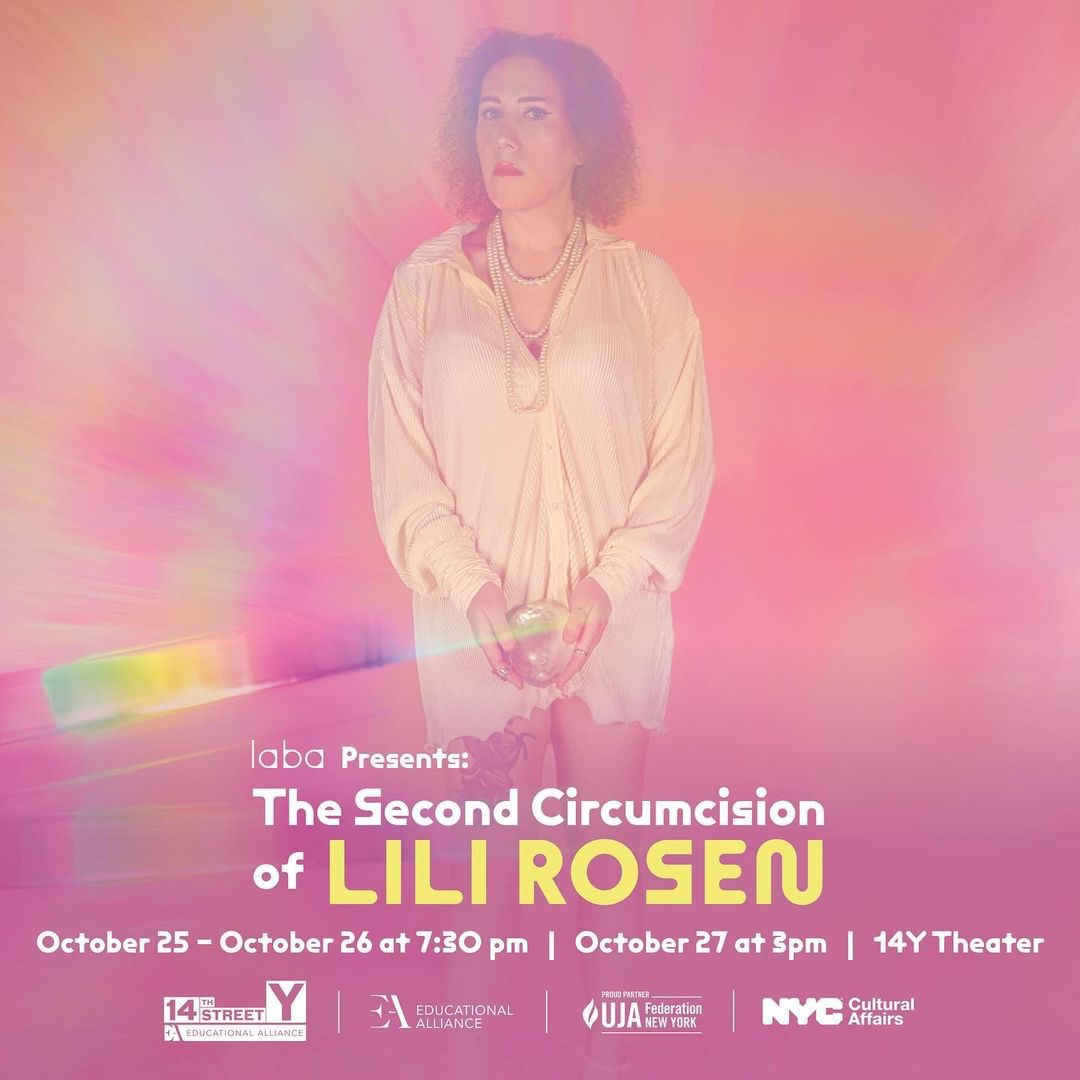
Афіша прем'єри шоу «Друге обрізання Лілі Розен» (Нью-Йорк, 25 жовтня 2024 року)

Розен народилася і виросла у хасидській громаді Боро-Парк, Бруклін. Вона була кантором, помічником рабина і адвокатом до того, як розлучилася і залишила хасидську громаду.
2022 року Розен оголосила про свою трансгендерність під час інтерв'ю про майбутню книгу. Вперше це оприлюднила газета «Джерусалем пост» із заголовком «Колишній хасид, який консультував „Неортодоксальну“, виявився трансгендеркою» (англ. Ex-Hasid who advised 'Unorthodox' comes out as trans). Цю новину оприлюднили інші єврейські газети по всьому світу. З того часу вона не підтримує стосунки з родиною.
У інтерв'ю 2024 року Розен сказала, що відчуває обов'язок або покликання використовувати свій голос від імені своїх трансгендерних братів і сестер.
2024 року Розен з'явилася на обкладинці Crain's New York Business. В інтерв'ю вона відверто розповідає про свій медичний перехід і свій досвід роботи з системою охорони здоров'я, водночас закликаючи до загального доступу до медичного обслуговування транссексуалів.

## Виноски
1. ↑  Horwitz, Simi (21 грудня 2016). But Is 'God of Vengeance' Good for the Jews?. AMERICAN THEATRE (амер.). Процитовано 3 листопада 2024.
2. ↑  Ordin, Victoria. Review: New Yiddish Rep's Masterful Revival of Sholem Asch's Look At Eastern European Jewish Culture in GOD OF VENGEANCE. BroadwayWorld.com (англ.). Процитовано 3 листопада 2024.
3. ↑  Musbach, Julie. Eli Rosen Steps Into WAITING FOR GODOT In Yiddish, Replacing Rafael Goldwaser. BroadwayWorld.com (англ.). Процитовано 3 листопада 2024.
4. ↑  Grisar, P. J. (17 жовтня 2024). Ex-hasidic, trans and brutally honest, Lili Rosen invites you to her 'Second Circumcision'. The Forward (англ.) . Процитовано 3 листопада 2024.
5. 1 2 3  Grisar, P. J. (17 жовтня 2024). Ex-hasidic, trans and brutally honest, Lili Rosen invites you to her 'Second Circumcision'. The Forward (англ.). Процитовано 3 листопада 2024.
6. ↑  Rosen, Lili (24 жовтня 2024). Excerpt: "The Second Circumcision of Lili Rosen". Lilith Magazine (амер.). Процитовано 5 листопада 2024.
7. ↑  ‘The Binding of Itzik’ by Student Anika Benkov Performs on Festival Circuit | School of the Arts. arts.columbia.edu. Процитовано 17 січня 2025.
8. ↑  Announcing the 2023 SFFILM Rainin Grant Recipients. SFFILM (амер.). 21 листопада 2023. Процитовано 3 листопада 2024.
9. ↑  Staff, Filmmaker (21 листопада 2023). 2023 SFFILM Rainin Grant Recipients Include Lily Gladstone and Nijla Mu'min. Filmmaker Magazine (амер.). Процитовано 3 листопада 2024.
10. ↑  Світова прем'єра українсько-французького фільму «ШТТЛ» відбудеться в Лондоні. 5 вересня 2022. Процитовано 28 січня 2025.
11. 1 2  Ben Porat, Ido (5 квітня 2020). How do you teach actors to speak Yiddish?. Israel National News. Процитовано 3 листопада 2024.
12. 1 2  Netflix's 'Unorthodox' went to remarkable lengths to get Hasidic Jewish customs right. Los Angeles Times (амер.). 7 квітня 2020. Процитовано 3 листопада 2024.
13. ↑  Tartaglione, Nancy (1 вересня 2021). 'SHTTL': Single-Shot Shoah Feature With Saul Rubinek Wraps In Ukraine; Sets To Be Maintained As Open-Air Museum. Deadline (амер.). Процитовано 3 листопада 2024.
14. ↑  Cardiel, Mateo Sancho (19 липня 2020). 'Unorthodox' en la vida real. El País (ісп.). ISSN 1134-6582. Процитовано 5 листопада 2024.
15. ↑  Hanau, Shira (26 січня 2022). Ex-Hasid who advised 'Unorthodox' comes out as trans while translating children's sexuality guide into Yiddish. Jewish Telegraphic Agency (амер.). Процитовано 3 листопада 2024.
16. ↑  Saval, Malina (26 березня 2020). 'Unorthodox' Star Shira Haas Brings Yiddish, Hassidic Judaism and Contemporary German Culture to Netflix. Variety (амер.). Процитовано 3 листопада 2024.
17. ↑  Bramesco, Charles (26 березня 2020). Unorthodox: behind the Deutschland 83 co-creator's new Netflix series. The Guardian (брит.). ISSN 0261-3077. Процитовано 5 листопада 2024.
18. ↑  Neophytou, Nadia (8 липня 2020). Shira Haas On The "Enormous, Amazing" Reaction To 'Unorthodox': "I Always Believed In The Show". Deadline (амер.). Процитовано 3 листопада 2024.
19. ↑  Goldfarb, Karen (27 травня 2020). From Shtreimels to Sex, This Former Hasid Made Sure 'Unorthodox' Was Accurate. Kveller (англ.). Процитовано 3 листопада 2024.
20. ↑  lili rosen. lili rosen (амер.). Процитовано 14 січня 2025.
21. 1 2  Branfman, Jonathan; Rosen, Lili (5 жовтня 2021). Be Yourself! (with a little help): Creating the First Yiddish LGBTQ Youth Guide. In Geveb: A Journal of Yiddish Studies.
22. ↑  Grisar, PJ (24 січня 2022). A kids' guide to gender and sexuality is now in Yiddish. The Forward (англ.). Процитовано 5 листопада 2024.
23. ↑  Soloski, Alexis (14 вересня 2017). Review: The Beasts Have Arrived, in a Yiddish 'Rhinoceros'. The New York Times.
24. ↑  Benjamin, Tova (September 2017). Remedy Before the Sickness: Eli Rosen on Translating Rhinoceros into Yiddish. In Geveb.
25. ↑  Durell, Sandi (30 березня 2018). Theater Review: New Yiddish Rep - Hanoch Levin Squared. Theater Pizzazz (амер.). Процитовано 3 листопада 2024.
26. 1 2  Ex-Hassid who advised 'Unorthodox' comes out as trans. 27 січня 2022.
27. ↑  From Kosher to a Ham, with Eli Rosen (New Beginnings #5). Процитовано 28 січня 2025.
28. ↑  Kilgannon, Corey (12 березня 2017). An Incisive Play About Hasidism, With Actors Who Lived It. The New York Times.
29. ↑  Hanau, Shira (29 січня 2022). Ex-Hasid comes out as trans while translating kids' book on sexuality into Yiddish. The Times of Israel.
30. ↑  Stern, Sigmund (23 лютого 2022). 'Unorthodox' rabbi comes out as trans. New Jersey Jewish News.
31. ↑  Stern, Sigmund. Unorthodox rabbi comes out as trans. www.australianjewishnews.com (амер.). Процитовано 3 листопада 2024.
32. 1 2  Transgender patients have more opportunities for care in New York, but getting it isn't easy. Crain's New York Business (англ.). 1 червня 2023. Процитовано 14 січня 2025.
33. ↑  Crain's New York Business, June 5, 2023 by crains-new-york-business - Issuu. issuu.com (англ.). 4 червня 2023. Процитовано 14 січня 2025.